# الکسیس نورامبوئنا
الکسیس نورامبوئنا (اسپانیایی: Alexis Norambuena‎؛ زادهٔ ۳۱ مارس ۱۹۸۴) یک بازیکن فوتبال شیلیایی-فلسطینی است.

## تیم ملی
وی همچنین در تیم ملی فوتبال فلسطین بازی کرده است.